# Guido Borghi (1945)
Guido Borghi (Varese, 25 agosto 1945) è un imprenditore e dirigente sportivo italiano.

## Biografia

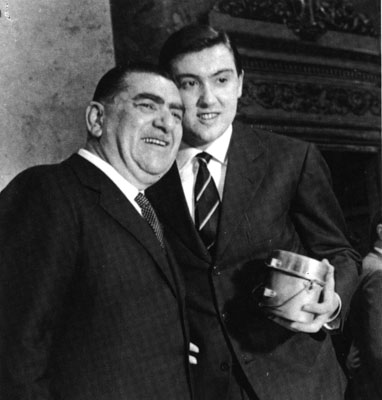
Guido Borghi in compagnia del padre Giovanni

Nato a Varese nel 1945, figlio dell'industriale milanese Giovanni Borghi, titolare della Ignis, nel 1964 fa ingresso nell'azienda paterna produttrice di elettrodomestici, di cui prende l'incarico di vicepresidente. Laureato in economia e commercio alla Bocconi di Milano, ottiene una specializzazione alla Columbia University di New York.
Nel 1973, il padre gli affida la conduzione della Emerson, azienda produttrice di televisori, di cui diventa presidente. L'azienda, in cui aveva fatto ingresso la giapponese Sanyo, a causa di contrasti tra Borghi e i soci nipponici va in crisi e posta in liquidazione nel 1980.
Nel 1997, ha fondato la Movie Magic International di Milano, società di produzione cinematografica specializzata negli spot pubblicitari, di cui è proprietario e presidente.

### Attività nello sport
Appassionato di sport, Borghi intraprende un'importante carriera di dirigente sportivo, iniziata nel 1964 a soli 19 anni come presidente del Gruppo Sportivo Ignis.  Quattro anni più tardi, nel 1968, diventa presidente del Varese Calcio. Il club biancorosso sotto la sua presidenza ha disputato quattro campionati di Serie A, vinse due campionati di Serie B nelle stagioni 1969-70 e 1973-74, ed ha avuto il merito di lanciare giocatori come Pietro Anastasi, Roberto Bettega, Ariedo Braida, Egidio Calloni e Claudio Gentile. Nel 1975, si dimette dalla carica di presidente della società a causa di una squalifica di otto mesi inflittagli dalia commissione disciplinare della Lega Nazionale Professionisti per un caso che lo aveva visto coinvolto assieme a Ivanoe Fraizzoli e altri dirigenti, nell'ambito della cessione dell'attaccante Giacomo Libera all'Inter. Due anni più tardi, nel 1977, cede le sue azioni detenute nel Varese alla sorella Emidia.
In gioventù ha praticato la pallacanestro, ed ha ricoperto il ruolo di presidente della Pallacanestro Varese dal 1973 al 1980.
Attivo nell'ippica è presidente e azionista di riferimento della Società Varesina Incremento Corse Cavalli, che gestisce l'Ippodromo Le Bettole di Varese.